# Camille Valentin Stappers
Camille Valentin Stappers (Hasselt, 22 giugno 1885 – Anversa, 13 gennaio 1964) è stato un missionario e vescovo cattolico belga.

## Biografia
Abbracciò la vita religiosa tra i francescani della provincia belga di San Giuseppe il 17 settembre 1905 e fu ordinato prete il 1º settembre 1912.
Fu tra i primi religiosi che nel 1920 raggiunse la missione di Lulua e Katanga centrale, nel Congo belga: ne divenne il primo prefetto apostolico il 15 luglio 1922 e poi, dal 26 febbraio 1934, vicario apostolico e vescovo titolare di Ceramo.
Nel 1941 fondò la congregazione indigena delle Ausiliatrici di Maria Immacolata.
Lasciò la guida della missione nel 1950 per problemi di salute e rientrò in patria stabilendosi ad Anversa, dove si spense.
Prese parte alla prima sessione del Concilio Vaticano II.

## Genealogia episcopale e successione apostolica
La genealogia episcopale è:
- Vescovo Johannes Wolfgang von Bodman
- Vescovo Marquard Rudolf von Rodt
- Vescovo Alessandro Sigismondo di Palatinato-Neuburg
- Vescovo Johann Jakob von Mayr
- Vescovo Giuseppe Ignazio Filippo d'Assia-Darmstadt
- Arcivescovo Clemente Venceslao di Sassonia
- Arcivescovo Massimiliano d'Asburgo-Lorena
- Vescovo Kaspar Max Droste zu Vischering
- Vescovo Joseph Louis Aloise von Hommer
- Vescovo Nicolas-Alexis Ondernard
- Vescovo Jean-Joseph Delplancq
- Cardinale Engelbert Sterckx
- Vescovo Jean-Joseph Faict
- Cardinale Pierre-Lambert Goossens
- Vescovo Martin-Hubert Rutten
- Vescovo Louis-Joseph Kerkhofs
- Vescovo Camille Valentin Stappers, O.F.M.

La successione apostolica è:
- Vescovo Joseph Sak, S.D.B. (1940)